# Ballyhaunis
Ballyhaunis is een plaats in het Ierse graafschap Mayo. De plaats telt 3.000 inwoners. Ballyhaunis ligt aan de spoorlijn Dublin - Westport en heeft een station aan die lijn.
Midwest Radio is gesitueerd in Ballyhaunis. Het is een lokaal radiostation voor de graafschappen Mayo, Roscommon, Sligo en Leitrim.
De bevolking van Ballyhaunis kenmerkt zich, meer dan elders in Ierland, door de hoge populatie allochtonen. Zij zijn voornamelijk afkomstig uit Pakistan, Afrika maar ook Polen en Litouwen. In Ballyhaunis is een centrum voor asielzoekers gesitueerd. De plaats huisvest de enige moskee in Ierland buiten Dublin die als moskee is gebouwd.